# Esclainvillers
Esclainvillers é uma comuna francesa na região administrativa de Altos da França, no departamento de Somme. Estende-se por uma área de 5,58 km². Em 2010 a comuna tinha 167 habitantes (densidade: 29,9 hab./km²).